# Assassination Classroom
Assassination Classroom (Japanese: 暗殺教室 Hepburn: Ansatsu Kyōshitsu) este o serie de manga sf din Japonia scrisă și ilustrată de Yūsei Matsui. Seria a fost realizată pentru Shueisha's Weekly Shōnen Jump magazine din 12 Iulie până în 16 martie 2016 și licența în Engleză de la Viz Media. Seria urmărește viața de zi cu zi a unei creaturi extrem de puternice ca o caracatiță, care lucrează ca un profesor junior într-un homeroom, iar studenții săi sunt dedicați sarcinii de asasinare a lui pentru a împiedica distrugerea Pământului. Elevii sunt considerați "necorespunzători" în școala lor și sunt învățați într-o clădire separată, clasa pe care o învață se numește 3-E. În iulie 2016, douăzeci și unu volume de  tankōbon au fost lansate în Japonia, cu o circulație de 20 de milioane de exemplare.O singură adaptare originală de animație video de către Brain's Base bazată pe serie a fost vizionată la Jump Super Anime Tour în perioada octombrie-noiembrie 2013. A urmat o adaptare de televiziune anime de către Lerche, care a început să difuzeze pe Fuji TV în ianuarie 2015. Această adaptare a fost licențiat de Funimation pentru lansare în America de Nord. Seria a fost obținută de Madman Entertainment pentru distribuția digitală în Australia și Noua Zeelandă. A fost lansată o adaptare live de film pe 21 martie 2015, iar o continuare, intitulată Classroom Assassination: Graduation, a fost lansată pe 25 martie 2016